# Luiz Hirata
Luiz Hirata (Guaiçara, 23 de novembro de 1944 – São Paulo, 20 de dezembro de 1971) foi um militante da Ação Popular e da Oposição Sindical Metalúrgica de São Paulo. Foi um perseguido político durante o regime militar brasileiro, preso, torturado e morto pela Ditadura.
É um dos casos investigados pela Comissão da Verdade, que apura mortes e desaparecimentos na ditadura militar brasileira.

## Vida pessoal
Luiz Hirata nasceu em Guaiçara, na região de Lins, interior de São Paulo, filho de Tadayoshi Hirata e Hisae Hirata, imigrantes japoneses e agricultores. Estudou Agronomia na Escola Superior de Agricultura Luiz de Queiroz da Universidade de São Paulo, em Piracicaba. Militante de esquerda da Juventude Universitária Católica, entra também para a Ação Popular, sendo considerado como um dos fundadores da entidade. A perseguição política o leva a abandonar o curso em 1968. Mesmo atuando em clandestinidade, Luiz já sabia que estava sendo vigiado e que corria perigo. No último ano da graduação, optou por não colocar grau e evitou participar das festividades para preservar sua integridade física.
Ao que tudo indica, o esquema de militância promovido por Hirata foi descoberto pelo sistema de inteligência da polícia à época. A partir deste momento, Luiz precisou mudar de vida em todos os sentidos, incluindo a alteração do próprio nome: agora, virou 'Maurício' e passou a morar no bairro de São Lucas, já na capital paulista. Segundo documentos do DEOPS, dividia um quarto com Issamo Ito e Raimundo Moreira de Oliveira, onde a repressão encontrou um mapa feito à mão dos diferente bairros de São Paulo em que o grupo atuava ou pretendia atuar.
Após a mudança para São Paulo, trocou a agronomia para ser operário na metalúrgica Mangels. Lá, se junta à Oposição Sindical Metalúrgica de São Paulo, sendo um dos cinco coordenadores do movimento, junto com Waldemar Rossi, Cleodon Silva, Vito Gianotti e Raimundo Moreira. Neste momento, o viés da militância passa a agir juntamente com as classes trabalhadoras. A ideia era derrubar a ditadura de direita que foi instaurada no Brasil a partir de 1964.

## Morte e versão da polícia
Na noite de 26 de novembro de 1971, Luiz Hirata é preso pela equipe do delegado Sérgio Paranhos Fleury, do DOPS de São Paulo. No dia 16 de dezembro, é admitido no Hospital das Clínicas, levado pela Polícia e com laudo de corpo de delito do legista Harry Shibata, que confirmavam a versão oficial de que Hirata teria atingido em alta velocidade a traseira de um ônibus quando tentou uma fuga a pé. Segundo, Shibata: "o examinado em questão, na tarde de hoje, foi vítima de acidente quando tentava fuga, colidindo-se na traseira de um ônibus. Foi removido ao DOPS e por apresentar ferimentos generalizados, foi solicitada a presente perícia". 
Ainda segundo o legista, os exames realizados após o suposto acidente apontaram graves traumas torácicos, além de algumas outras escoriações pelo corpo da vítima. Por conta da condição física de Luiz, a recomendação era a de internação imediata em um hospital e a realização de radiografias para identificar a gravidade da situação. Mesmo com o laudo sendo elaborado no meio da manhã, às 9h15, apenas 11 horas depois, às 20h15, a vítima foi encaminhada para o hospital.
Quatro dias depois, às 8h30 do dia 20 de dezembro de 1971, Luiz Hirata morreu. Segundo o exame necroscópico, assinado por Onildo B. Rogano e Abeylard de Queiroz Orsini, o paciente apresentava insuficiência renal crônica, com necrose dos rins. A causa mortis foi determinada como choque hemorrágico por agente contundente. No laudo, também se negava a possibilidade de tortura da vítima. Segundo a Marinha, Hirata "sofreu lesões traumáticas ao tentar fugir. Foi conduzido ao Hospital, mas veio a falecer em consequência das lesões". No relatório da Aeronáutica, lê-se: "Falecido em 16/12/71, em São Paulo/SP. Ao tentar fuga, sofrendo lesões traumáticas graves, baixando ao hospital onde veio a falecer". Apesar de ter a identidade reconhecida pela Polícia, Hirata é enterrado como indigente no Cemitério de Perus.
De acordo com Heládio José de Campos Leme, companheiro de cela que acompanhou a rotina e o agravamento das lesões, Luiz Hirata sofreu com torturas por cerca de 20 dias e voltava dos interrogatórios carregado pelos policiais paulistas. “Seu rosto ficou tão inchado que ele não podia abrir os olhos. Chegou um momento em que ele não mais urinava nem comia: foi quando o levaram, quase inconsciente", afirmou. Mesmo depois de morto, foi condenado e enterrado como indigente.

## Comissão Especial sobre Mortos e Desaparecidos Políticos
O companheiro de cela de Luiz Hirata, Heládio José de Campos Leme, contesta a versão oficial. Heládio esteve preso junto com Hirata por duas das três semanas em que este foi torturado. Segundo ele, o rosto de Hirata "ficou tão inchado que ele não podia abrir os olhos. Caminhava com diﬁculdade crescente, até que praticamente perdeu a capacidade de locomoção, precisando ser carregado inclusive para fazer uso do vaso sanitário. Chegou um momento em que ele também não conseguia mais comer. Foi quando o levaram, quase inconsciente”. Heládio declara à Comissão Especial sobre Mortos e Desaparecidos Políticos que a condição física de Hirata se deteriorava progressivamente com as sessões de interrogatórios. As torturas sofridas deixavam grandes hematomas no corpo de Hirata, especialmente na região dos rins.
O caso foi aprovado por unanimidade na CEMDP. O relator general Oswaldo Pereira Gomes adicionou ainda que "as peças do processo dão a plena convicção de que Luiz Hirata estava preso na polícia paulista e que foi conduzido ao Hospital das Clínicas em estado terminal irreversível".
O delegado Fleury, o DOPS e o médico Harry Shibata, tem também antecedentes em casos de torturas, assassinatos e encobertamentos. Um dos legistas, Abeylard Orsini, teve a licença médica cassada pelo Conselho Federal de Medicina em 2002, confirmando a decisão do CRM-SP de 2000, por apoio ao regime ao assinar 15 laudos fraudulentos de presos políticos. O Cemitério de Perus, onde Hirata foi sepultado, também foi utilizado com frequência pela Ditadura para enterrar corpos de torturados. Por ali, era comum o depósito de indigentes, colocados inicialmente nas chamadas covas rasas. 
Segundo depoimento de Antonio Pires Eustácio, ex-administrador do cemitério, a única forma de diferenciação entre os corpos de indigentes e de militantes assassinados pela ditadura era a forma com que eram levados até o cemitério. No caso dos chamados "terroristas", um camburão era escoltado até o local com a presença de apenas um corpo. Já nos enterros de civis, os mesmo camburões chegavam com, pelo menos, seis corpos, além de se notar a ausência de uma escolta especializada. Além disso, a documentação dos militantes continha, em seu canto superior, um carimbo vermelho com a letra "T", que significava terrorista.
Ainda no depoimento concedido à Comissão da Verdade, Antonio afirmou que o plano do governo de São Paulo era desenterrar e queimar os corpos de indigentes que haviam sido enterrados há mais de 3 anos por ali - este era o período que se aguardava até o aparecimento de um familiar e/ou conhecido para transportar o morto para um cemitério de sua preferência. A medida tinha como objetivo vagar certos espaços no cemitério, visto que as covas disponíveis estavam começando a ficar lotadas. Porém, questões legais travaram a medida. Como consequência, foi aberta uma vala comum, onde posteriormente foram encontradas 1049 ossadas (devidamente catalogadas anos depois).

## Homenagens
Luiz Hirata foi homenageado com uma placa no cemitério Dom Bosco, em São Paulo, em 2017. Outras 53 vítimas também receberam este tributo, como José Milton Barbosa
e José Júlio de Araújo.